# فنسينتي غوايتا
فيسينتي غايتا باناديرو (بالإسبانية: Vicente Guaita Panadero) وإسمه الكامل فنسنتي غاييتا باناديرو وهو لاعب كرة قدم إسباني بمركز حراسة المرمى ولد في يوم 10 يناير 1987 في مدينة فالنسيا في إسبانيا وهو يلعب حاليا مع نادي سيلتا فيغو كما سبق له اللعب مع ريكرياتيفو ويبلغ طوله 190 سم.

## روابط خارجية
- فنسينتي غايتا على موقع قاعدة بيانات كرة القدم.إي يو (الإنجليزية)
- فنسينتي غايتا على موقع Soccerbase.com (لاعب) (الإنجليزية)
- فنسينتي غايتا على موقع Soccerway.com (الإنجليزية)
- فنسينتي غايتا على موقع عالم كرة القدم.نت (الإنجليزية)
- فنسينتي غايتا على موقع AS.com (الإسبانية)